# Arrondissement de Bar-sur-Seine
L'arrondissement de Bar-sur-Seine est un ancien arrondissement français du département de l'Aube. Il fut créé le 17 février 1800 et supprimé le 10 septembre 1926. L'arrondissement de Troyes prit possession des cantons.

## Histoire
Le 17 février 1800 est créé l'arrondissement de Bar-sur-Seine qui remplace l'ancien district de Bar-sur-Seine, qui a existé du 4 mars 1790 au 22 août 1795, et les cantons de Bernon, Chaource et Chesley qui appartenaient initialement au district d'Ervy. Il sera supprimé par décret le 10 septembre 1926 comme l'arrondissement d'Arcis-sur-Aube et ne sera pas rétabli.

## Composition

### Composition en 1800
En 1800,il était composé des cantons de :
- Bar-sur-Seine[Cass 1]
- Bernon[Cass 2]
- Chaource[Cass 3]
- Chappes[Cass 4]
- Chesley[Cass 5]
- Essoyes[Cass 6]
- Marolles[Cass 7]
- Mussy sur Seine[Cass 8]
- Polisy[Cass 9]
- les Riceys[Cass 10]
- Vitry le Croizé[Cass 11].

### Composition en 1801
À la suite de la loi du 8 pluviôse an IX qui restreint le nombre de cantons, l'arrondissement de Bar-sur-Seine n'en comporte plus que cinq :
- Bar-sur-Seine
- Chaource
- Essoyes
- Mussy-sur-Seine
- Les Riceys[1].

## Sous-préfets
| Période           | Période           | Identité                                                                         | Fonction précédente                                   | Observation                                                             |
| ----------------- | ----------------- | -------------------------------------------------------------------------------- | ----------------------------------------------------- | ----------------------------------------------------------------------- |
|                   |                   |                                                                                  |                                                       |                                                                         |
| 2 novembre 1838   | 13 septembre 1839 | Claude Green de Saint-Marsault (Claude-Joseph-Brandelys Green de Saint-Marsault) | Sous-préfet de Quimperlé                              | Nommé sous-préfet de Soissons                                           |
| 13 septembre 1839 | 10 mai 1841       | Paul Vallon                                                                      | Sous-préfet de Provins                                | Nommé sous-préfet de Louviers                                           |
|                   |                   |                                                                                  |                                                       |                                                                         |
| 28 juin 1856      | 13 juin 1866      | Adolphe Pellat                                                                   | Sous-préfet de Segré                                  | Nommé sous-préfet de Gannat                                             |
|                   |                   |                                                                                  |                                                       |                                                                         |
| 14 septembre 1870 | 1er juillet 1873  | Jean Deheurle                                                                    |                                                       | Remplacé                                                                |
|                   |                   |                                                                                  |                                                       |                                                                         |
| 7 juillet 1876    | 24 mai 1877       | Victor Proudhon                                                                  | Conseiller de préfecture de l'Aisne                   | Révoqué après la crise du 16 mai 1877                                   |
| 30 décembre 1877  | 23 mars 1879      | Georges Mastier                                                                  | Avocat à la cour d'appel de Paris                     | Nommé secrétaire général de la préfecture de l'Aube                     |
| 25 mars 1879      | 3 mai 1879        | Gabriel Gautier                                                                  | Sous-préfet de Neufchâteau                            | Nommé sous-préfet de Clermont                                           |
| 3 mai 1879        | 12 janvier 1880   | Henri Hugues                                                                     | Sous-préfet des Sables-d'Olonne                       | Nommé sous-préfet de Commercy                                           |
| 12 janvier 1880   | 13 février 1880   | Jean Capelet                                                                     | Conseiller de préfecture de l'Allier en 1871          | Nommé sous-préfet de Falaise                                            |
| 13 février 1880   | 28 février 1882   | Joseph Rostaing                                                                  | Rédacteur au cabinet du préfet de la Seine            | Nommé sous-préfet de Nogent-sur-Seine                                   |
| 28 février 1882   | 14 avril 1889     | Louis Cotelle                                                                    | Conseiller de préfecture d'Indre-et-Loire             | Nommé secrétaire général de la préfecture des Basses-Pyrénées           |
| 14 avril 1889     | 31 décembre 1892  | Isaïe Valabrègue                                                                 | Sous-préfet de Clermont                               | Nommé sous-préfet d'Embrun                                              |
| 31 décembre 1892  | 24 septembre 1900 | Gustave Beaumont                                                                 |                                                       | Nommé sous-préfet de Loudun                                             |
| 24 septembre 1900 | 30 juin 1906      | Humbert de Lavenay                                                               | Secrétaire général de la préfecture du Morbihan       | Nommé sous-préfet de Thiers                                             |
| 30 juin 1906      | 16 juillet 1912   | Edmond Leydet                                                                    | Sous-préfet de Nyons                                  | Non installé. Maintenu sur sa demande à Nyons.                          |
| 7 juillet 1906    | 7 novembre 1908   | Georges Rémyon                                                                   | Chef de cabinet du préfet de Meurthe-et-Moselle       | Nommé sous-préfet de Saint-Pol                                          |
| 7 novembre 1908   | 16 juillet 1912   | Edmond Leydet                                                                    | Secrétaire général de la préfecture du Finistère      | Nommé secrétaire général de la préfecture du Gard                       |
| 16 juillet 1912   | 3 mars 1914       | Pierre Bertrand                                                                  | Sous-préfet de Saint-Yrieix                           | Nommé sous-préfet de Rethel                                             |
| 3 mars 1914       | 26 juin 1915      | Pierre Antoine                                                                   | Secrétaire général de la préfecture de la Haute-Saône | Nommé secrétaire général de la préfecture du Cher                       |
| 26 juin 1915      | 28 août 1915      | Jules Sestier                                                                    | Mobilisé pour la guerre                               | Nommé sous-préfet de Nyons                                              |
| 5 janvier 1917    | 2 mars 1917       | Jean Bellat                                                                      | Sous-préfet de Civray                                 | Nommé conseiller de préfecture de la Dordogne                           |
| 2 mars 1917       | 19 avril 1918     | Louis Schroeder                                                                  | Sous-préfet d'Albertville                             | Nommé sous-préfet de Vouziers                                           |
| 8 juin 1918       | 20 février 1921   | Gaston Fraigniaud                                                                | Sous-préfet de Bressuire                              | Nommé sous-préfet de Redon                                              |
| 20 février 1921   | 4 mars 1921       | Charles Gaubert                                                                  | Sous-préfet de Bazas                                  | Non installé. Nommé sous-préfet de Nogent-le-Rotrou                     |
| 4 mars 1921       | 25 janvier 1925   | Alfred Mamelle                                                                   | Conseiller de préfecture de l'Oise                    | A cessé ses fonctions                                                   |
| 12 janvier 1925   | 22 septembre 1926 | Jean Cabouat                                                                     | Chef de cabinet du préfet d'Ille-et-Vilaine           | Rattaché à la préfecture de l'Aube à la fermeture de la sous-préfecture |